# Zelenodolsk (Ucrania)
Zelenodolsk (en ucraniano: Зеленодольськ) es una ciudad ucraniana perteneciente al óblast de Dnipropetrovsk. Situada en el centro del país, es parte del raión de Krivói Rog y del municipio (hromada) homónimo.

## Toponimia
El nombre del lugar en ruso también es Zelenodolsk (en ruso: Зеленодольск).

## Geografía
Zelenodolsk está situada 13 km al sur de Apóstolove, unos 55 km al sureste de Krivói Rog y a 145 kilómetros al suroeste de Dnipró. Zelenodolsk está inmediatamente en la frontera con el óblast de Jersón.

## Historia
La historia de Zelenodolsk está estrechamente ligada al proyecto de central eléctrica "Kryvoriskoï DRES-2" (en ucraniano: Криворізької ДРЕС-2) aprobada por el Consejo de ministros de la República Socialista Soviética de Ucrania el 31 de enero de 1961. A finales de 1961, los constructores de la central comenzaron a instalarse en las primeras viviendas.
En 1993 a Zelenodolsk se le concedió el estatus de ciudad.
Hasta el 18 de julio de 2020, Zelenodolsk fue parte del raión de Apóstolove. El raión fue abolido en julio de 2020 como parte de la reforma administrativa de Ucrania, que redujo el número de raiones del óblast de Dnipropetrovsk a siete. El territorio del raión de Apóstolove se fusionó con el raión de Krivói Rog.
El 3 de septiembre de 2022, en el transcurso de la invasión rusa de Ucrania, los rusos dispararon contra la ciudad utilizando un BM-27 Uragan y mataron a un niño de nueve años y otras 10 personas resultaron heridas.

## Demografía
La evolución de la población de Zelenodolsk entre 1970 y 2022 fue la siguiente:
| 10 070                                                        | 12 775 | 15 355 | 14 792 | 14 323 | 14 513 | 14 252 | 12 692 |
| (Fuente: Cities & Towns of Ukraine y UKRAINE: Größere Städte) |        |        |        |        |        |        |        |

Según el censo de 2001, el 78,26% de la población son ucranianos y el 19,4% son rusos. En cuanto al idioma, la lengua materna de la mayoría de los habitantes, el 72,01%, es el ucraniano; del 27,45%, el ruso.

## Economía
La ciudad tiene un parque y una playa en el embalse de Zelenodolsk (capacidad de 74,4 millones de m³ de agua) para enfriar la central eléctrica. Los estanques de escoria de la central térmica se encuentran junto a la ciudad.

## Infraestructura

### Educación
En Zelenodolsk hay tres escuelas secundarias y una escuela de formación profesional. 

### Transporte
Por la ciudad pasa la carretera T-0419. Hay una parada de tren a 3 km. Una línea de ferrocarril separada conduce a la central térmica.